# Negativna selekcija
Negativna selekcija je pojava koja označava sustavno svjesno biranje i pomaganje lošeg ili lošijeg kandidata na štetu dobrog ili boljeg, uglavnom podrazumijevajući davanje prednosti pri zapošljavanju ili općenito napredovanju osobama čije su etičke i stručne kvalitete ispodprosječne, kako to primjerice ilustrira uzrečica: "Prvorazredni profesor bira prvorazrednog asistenta, a drugorazredni profesor bira trećerazrednog asistenta." aludirajući na nesigurnost nekvalitetnih stručnjaka, koji nastoje održati svoje pozicije protežiranjem još nekvalitetnijih kolega, za koje pretpostavljaju da ih neće moći ugroziti.

## Mehanizam djelovanja
Mehanizam djelovanja negativne selekcije u kratkim crtama možda najbolje opisuju riječi prof. dr. Ive Bićanića koji je kazao da u Hrvatskoj „nema klime koja bi uklanjala blefere“, te da „oni koji dokazano ne rade po pravilima struke su avanzirani“, točno zaključivši da je sve to rezultiralo stanjem u kojem je Hrvatska postala „mala neuspjela zemlja koja ubrzano klizi u propast.“
Korupcija tj. moralna pokvarenost se u pravilu temelji upravo na negativnoj selekciji, bez koje se ne bi mogla održati.

## Povijest
Vjerojatno najpoznatiji, arhetipski primjer negativne selekcije opisuju evanđelja (Mt 27, 21; Mt 15, 6-15; Lk 23, 13-24; Iv 18, 39-40). Riječ je o traženju naroda, izmanipuliranog od "hramske mafije", da prefekt Judeje Pilat poštedi život ubojici Barabi, a da pogubi Isusa iz Nazareta koji je liječio, hranio, poučavao i uskršavao ljude.
Negativna selekcija je, kao jedan od temeljnih mehanizama korupcije uništila čak i najmoćniju državu na svijetu - Rimsko Carstvo. Posljednji rimski car, Romul Augustul je bio malodoban, baš kao i mnogi prije njega, postavljeni na svoje funkcije još u dječjoj dobi kako bi se njima moglo manipulirati.

## Posljedica
Negativna selekcija za svoju posljedicu u pravilu ima uništenje, najčešće potpuno, društva ili kolektiva u kojem se provodi, čemu smo svakodnevno svjedoci. O tome na poetičan način govori na Facebooku - kao svojevrsnom bilu javnog mnijenja - u posljednje vrijeme vrlo često citirana misao glumca Žarka Lauševića: "Nije ovo loše vrijeme, nego smo loši mi. Mi smo ti kojima život prolazi voleći pogrešne, a gazeći one prave."

## Uzroci
Uzroci negativne selekcije su različiti, ali negativna selekcija se tipično pojavljuje u rigidnim sustavima npr. česta je bila u bivšoj SFRJ gdje je podobnost eufemistički nazvana "politički kriteriji" bila važnija od sposobnosti, koja je politički korektno nazvana profesionalizmom:
Uzroci negativne selekcije u državno financiranim ili sufinanciranim ustanovama može imati prozaičniji uzrok, odljev kvalitetnih kadrova tamo gdje su plaće više - u privredu ili u inozemstvo:

## Vanjske poveznice
- In flagranti - Orsat Miljenić sređuje posao u državnoj službi
- Ako želite napredovati morate biti glupi (sr.)